# 彩崎いろは
彩崎 いろは（あやさき いろは、1988年7月18日 - ）は、日本の女性声優。新潟県出身。旧名は寺﨑 彩乃（てらさき あやの）。
かつてはJac in productionを経て、リンク・エンタテインメンツに所属。2020年4月より現芸名に改名した上で、フリーランスの声優として活動している。

## 出演

### テレビアニメ
2014年
- ストレンジ・プラス（貴世子） - 2シーズン

2015年
- みりたり!（水野ゆかり）

2016年
- おくさまが生徒会長!+!（カップルの女子）
- 3ねんDぐみガラスの仮面（E子）

### ゲーム
- リズムでクッキング 〜スイーツパーティーへようこそ〜（2008年、こむぎ）
- かわいい子猫DS2（2009年、猫）
- ヘルプ!!!-恋が丘学園おたすけ部-（2014年、七瀬未央[7]）
- 罪喰い〜千の呪い、千の祈り〜（2016年[8]）
- ミラーズクロッシング（2017年、ウェンディ[9]）

### ナレーション
- 新潟ビジネス専門学校 CMナレーション

### テレビドラマ
- 声ガール!（2018年、ABCテレビ）エキストラ
- 警視庁・捜査一課長 season3 第8話（2018年5月31日、テレビ朝日）エキストラ

### PV
- 駅南再開発PV（女の子、まつ、なみこ）
- オフィスワン「結婚式物語」（新婦・さやか）
- ジョンソン&ジョンソン「一日の終わりの至福のひととき」

## ディスコグラフィ

### キャラクターソング
| 発売日        | 商品名                                | 歌                     | 楽曲               | 備考                                     |
| ------------- | ------------------------------------- | ---------------------- | ------------------ | ---------------------------------------- |
| 2014年2月19日 | ストレンジ・プラス Songs              | 貴世子（寺﨑彩乃）     | 「冬空に願うだけ」 | テレビアニメ『ストレンジ・プラス』関連曲 |
| 2015年3月28日 | 紛争の友〜みりたり!サウンドトラック〜 | 水野ゆかり（寺﨑彩乃） | 「Happy-Go-Lucky」 | テレビアニメ『みりたり!』関連曲          |